# Football Club Cincinnati
Il Football Club Cincinnati, noto semplicemente come Cincinnati, è una società calcistica statunitense con sede nella città di Cincinnati (Ohio). Dal 2019 milita nella Major League Soccer (MLS) e disputa le proprie partite casalinghe al TQL Stadium, impianto da 26.000 posti a sedere.

## Storia

### Le stagioni in USL
Nel maggio del 2015 la franchigia di Cincinnati annuncia l'ingresso nella USL con la costituzione del club da parte della famiglia Linder. Nel luglio dello stesso anno viene annunciato John Harkes quale primo allenatore della franchigia dell'Ohio.
Conclude la sua prima storica stagione al 3º posto della Eastern Conference, con 59 punti, 16 vittorie, 8 pareggi e 6 sconfitte, con 41 gol fatti e 27 subiti, che le permettono di prender parte ai playoff terminati agli ottavi di finale.
La seconda stagione in USL vedrà la squadra dell'Ohio raggiungere il sesto posto e gli ottavi di finale di playoff. Al termine della stagione John Harkes lascerà la panchina ad Alan Koch. L'ultima stagione in USL risulterà molto positiva con il raggiungimento del primo posto in Eastern Conference, stagione che terminerà ai quarti di finale di play-off.

### La Major League Soccer
Il grande successo di pubblico spinge la proprietà ad avviare dei negoziati nel 2016 con Major League Soccer su una potenziale futura franchigia e presentando la sua offerta di espansione nel gennaio 2017. Il 29 maggio 2018 la Major League Soccer ha annunciato che l'FC Cincinnati si sarebbe unito al campionato nel 2019 come squadra di espansione.
Dalla stagione 2019 entra a far parte della MLS, concludendo il campionato all'ultimo posto della Eastern Conference con 24 punti. Al termine della stagione Alan Koch lascerà la panchina a Ron Jans.

#### Hell Is Real Derby
L'Hell Is Real Derby, noto anche come Derby dell'Ohio, è la rivalità tra le due franchigie della Major League Soccer con sede nello stato federato dell'Ohio, il Columbus Crew ed il FC Cincinnati. Deve il suo nome ad un cartello religioso presente sull'Interstate 71 che connette le due città.

## Colori e simboli

### Colori
I colori della maglia del Football Club Cincinnati sono l'azzurro, il bianco e l'arancione.
- Casa

| Nike 2016-2017 | Nike 2018 | Adidas 2019 | Adidas 2020 | Adidas 2021-2022 | Adidas 2023-2024 | Adidas 2025-2026 |

- Trasferta

| Nike 2016-2017 | Nike 2018 | Adidas 2019 | Adidas 2020-2021 | Adidas 2022-2023 | Adidas 2024-2025 |

### Simboli ufficiali

#### Stemma
Il simbolo del Football Club Cincinnati durante la loro permanenza in USL era composto da uno scudo con corona (che schematicamente rappresentava un pallone da calcio), la denominazione societaria ed un leone alato. Al passaggio in MLS lo stemma mantiene la stessa forma scudata, la combinazione di colori (arancione e blu) ed il leone alato.

## Strutture

### Stadio
La squadra di Cincinnati gioca nel West End Stadium specifico per il calcio, dal 2021. Poco prima dell'apertura del nuovo stadio, il suo nome è stato cambiato in TQL Stadium per motivi di sponsorizzazione.
Precedentemente giocava dalla sua fondazione al Nippert Stadium, impianto da 35.061 posti a sedere, condiviso con la formazione universitaria dei Cincinnati Bercats di Football americano.

## Società

### Organigramma societario
- Carl Lindner III - Proprietario ed amministratore delegato
- Scott Farmer - Proprietario
- Meg Whitman - Proprietario
- Gerard Nijkamp - Direttore generale
- Jeff Berding - Presidente

### Sponsor
| Cronologia degli sponsor tecnici - 2016-2018 Nike - 2019-oggi Adidas |

## Allenatori e presidenti
| Cronologia degli allenatori - 2016-2017 John Harkes - 2017-2019 Alan Koch - 2019 Yoann Damet (Interim) - 2019-2020 Ron Jans - 2020-2021 Jaap Stam (mag.-set.) - 2021 Tyrone Marshall (Interim) - 2021- Pat Noonan | Cronologia dei presidenti - 2016-oggi Jeff Berding |

## Palmarès

### Competizioni nazionali
- MLS Supporters' Shield: 1

2023
- USL Commissioner's Cup 1

2018

## Organico

### Rosa 2025
Aggiornata al 18 marzo 2025.
| N. |                        | Ruolo | Calciatore      |
| -- | ---------------------- | ----- | --------------- |
| 1  | Stati Uniti (bandiera) | P     | Alec Kann       |
| 2  | Giamaica (bandiera)    | D     | Alvas Powell    |
| 3  | Paraguay (bandiera)    | D     | Gilberto Flores |
| 4  | Stati Uniti (bandiera) | D     | Nick Hagglund   |
| 5  | Nigeria (bandiera)     | C     | Obinna Nwobodo  |
| 7  | Giappone (bandiera)    | A     | Yūya Kubo       |
| 9  | Togo (bandiera)        | A     | Kévin Denkey    |
| 10 | Brasile (bandiera)     | C     | Evander         |
| 11 | Stati Uniti (bandiera) | A     | Corey Baird     |
| 12 | Stati Uniti (bandiera) | D     | Miles Robinson  |
| 15 | Stati Uniti (bandiera) | D     | Bret Halsey     |
| 16 | Zimbabwe (bandiera)    | D     | Teenage Hadebe  |
| 17 | Brasile (bandiera)     | A     | Sergio Santos   |

| N. |                        | Ruolo | Calciatore         |
| -- | ---------------------- | ----- | ------------------ |
| 18 | Stati Uniti (bandiera) | P     | Roman Celentano    |
| 19 | Romania (bandiera)     | A     | Stefan Chirilă     |
| 20 | Rep. Ceca (bandiera)   | C     | Pavel Bucha        |
| 21 | Stati Uniti (bandiera) | D     | Matt Miazga        |
| 22 | Stati Uniti (bandiera) | A     | Gerardo Valenzuela |
| 23 | Argentina (bandiera)   | A     | Luca Orellano      |
| 25 | Stati Uniti (bandiera) | P     | Paul Walters       |
| 27 | Camerun (bandiera)     | C     | Brian Anunga       |
| 29 | Danimarca (bandiera)   | D     | Lukas Engel        |
| 36 | Stati Uniti (bandiera) | P     | Evan Louro         |
| 37 | Stati Uniti (bandiera) | C     | Stiven Jimenez     |
| 91 | Stati Uniti (bandiera) | D     | DeAndre Yedlin     |
|    | Australia (bandiera)   | D     | Brad Smith         |

### Rosa 2024
Aggiornata al 28 marzo 2024.
| N. |                        | Ruolo | Calciatore          |
| -- | ---------------------- | ----- | ------------------- |
| 1  | Stati Uniti (bandiera) | P     | Alec Kann           |
| 2  | Giamaica (bandiera)    | D     | Alvas Powell        |
| 4  | Stati Uniti (bandiera) | D     | Nick Hagglund       |
| 5  | Nigeria (bandiera)     | C     | Obinna Nwobodo      |
| 7  | Giappone (bandiera)    | A     | Yūya Kubo           |
| 9  | Stati Uniti (bandiera) | A     | Nicholas Gioacchini |
| 10 | Argentina (bandiera)   | C     | Luciano Acosta      |
| 11 | Stati Uniti (bandiera) | A     | Corey Baird         |
| 12 | Stati Uniti (bandiera) | D     | Miles Robinson      |
| 14 | Stati Uniti (bandiera) | D     | Kipp Keller         |
| 15 | Stati Uniti (bandiera) | D     | Bret Halsey         |
| 17 | Brasile (bandiera)     | A     | Sergio Santos       |
| 18 | Stati Uniti (bandiera) | P     | Roman Celentano     |
| 20 | Rep. Ceca (bandiera)   | C     | Pavel Bucha         |

| N. |                        | Ruolo | Calciatore         |
| -- | ---------------------- | ----- | ------------------ |
| 21 | Stati Uniti (bandiera) | D     | Matt Miazga        |
| 22 | Stati Uniti (bandiera) | A     | Gerardo Valenzuela |
| 23 | Argentina (bandiera)   | A     | Luca Orellano      |
| 26 | Stati Uniti (bandiera) | C     | Malik Pinto        |
| 27 | Argentina (bandiera)   | C     | Yamil Asad         |
| 29 | Honduras (bandiera)    | A     | Arquímides Ordóñez |
| 32 | Stati Uniti (bandiera) | D     | Ian Murphy         |
| 33 | Stati Uniti (bandiera) | D     | Isaiah Foster      |
| 34 | Stati Uniti (bandiera) | D     | London Aghedo      |
| 36 | Stati Uniti (bandiera) | P     | Evan Louro         |
| 37 | Stati Uniti (bandiera) | C     | Stiven Jimenez     |
| 91 | Stati Uniti (bandiera) | D     | DeAndre Yedlin     |
|    | Nigeria (bandiera)     | D     | Chidozie Awaziem   |

### Rosa 2023
Aggiornata al 16 febbraio 2023.
| N. |                        | Ruolo | Calciatore      |
| -- | ---------------------- | ----- | --------------- |
| 1  | Stati Uniti (bandiera) | P     | Alec Kann       |
| 2  | Giamaica (bandiera)    | D     | Alvas Powell    |
| 4  | Stati Uniti (bandiera) | D     | Nick Hagglund   |
| 5  | Nigeria (bandiera)     | C     | Obinna Nwobodo  |
| 7  | Giappone (bandiera)    | A     | Yūya Kubo       |
| 8  | Argentina (bandiera)   | A     | Luca Orellano   |
| 9  | Gabon (bandiera)       | A     | Aaron Boupendza |
| 10 | Argentina (bandiera)   | C     | Luciano Acosta  |
| 11 | Brasile (bandiera)     | A     | Sergio Santos   |
| 14 | Senegal (bandiera)     | A     | Dominique Badji |
| 16 | Filippine (bandiera)   | D     | Zico Bailey     |
| 18 | Stati Uniti (bandiera) | P     | Roman Celentano |
| 21 | Stati Uniti (bandiera) | D     | Matt Miazga     |

| N. |                        | Ruolo | Calciatore         |
| -- | ---------------------- | ----- | ------------------ |
| 26 | Stati Uniti (bandiera) | C     | Malik Pinto        |
| 28 | Stati Uniti (bandiera) | D     | Ray Gaddis         |
| 29 | Stati Uniti (bandiera) | A     | Arquímides Ordóñez |
| 30 | Stati Uniti (bandiera) | P     | Beckham Sunderland |
| 31 | Argentina (bandiera)   | A     | Álvaro Barreal     |
| 32 | Stati Uniti (bandiera) | D     | Ian Murphy         |
| 33 | Stati Uniti (bandiera) | A     | Nick Markanich     |
| 35 | Stati Uniti (bandiera) | C     | Harrison Robledo   |
| 36 | Stati Uniti (bandiera) | P     | Evan Louro         |
| 37 | Stati Uniti (bandiera) | C     | Stiven Jimenez     |
| 93 | Venezuela (bandiera)   | C     | Júnior Moreno      |
| 99 | Ecuador (bandiera)     | C     | Marco Angulo       |

### Rosa 2022
Aggiornata al 15 novembre 2022.
| N. |                        | Ruolo | Calciatore      |
| -- | ---------------------- | ----- | --------------- |
| 1  | Stati Uniti (bandiera) | P     | Alec Kann       |
| 2  | Giamaica (bandiera)    | D     | Alvas Powell    |
| 4  | Stati Uniti (bandiera) | D     | Nick Hagglund   |
| 5  | Nigeria (bandiera)     | C     | Obinna Nwobodo  |
| 7  | Giappone (bandiera)    | A     | Yūya Kubo       |
| 8  | Costa Rica (bandiera)  | C     | Allan Cruz      |
| 9  | Brasile (bandiera)     | A     | Brenner         |
| 10 | Argentina (bandiera)   | C     | Luciano Acosta  |
| 11 | Brasile (bandiera)     | A     | Sergio Santos   |
| 12 | Inghilterra (bandiera) | C     | Calvin Harris   |
| 14 | Senegal (bandiera)     | A     | Dominique Badji |
| 16 | Filippine (bandiera)   | D     | Zico Bailey     |
| 18 | Stati Uniti (bandiera) | P     | Roman Celentano |
| 19 | Stati Uniti (bandiera) | A     | Brandon Vázquez |
| 20 | Stati Uniti (bandiera) | D     | Geoff Cameron   |

| N. |                        | Ruolo | Calciatore         |
| -- | ---------------------- | ----- | ------------------ |
| 21 | Stati Uniti (bandiera) | D     | Matt Miazga        |
| 22 | Costa Rica (bandiera)  | D     | Rónald Matarrita   |
| 24 | Inghilterra (bandiera) | D     | Tyler Blackett     |
| 25 | Paesi Bassi (bandiera) | P     | Kenneth Vermeer    |
| 28 | Stati Uniti (bandiera) | D     | Ray Gaddis         |
| 29 | Stati Uniti (bandiera) | A     | Arquímides Ordóñez |
| 30 | Stati Uniti (bandiera) | P     | Beckham Sunderland |
| 31 | Argentina (bandiera)   | A     | Álvaro Barreal     |
| 32 | Stati Uniti (bandiera) | D     | Ian Murphy         |
| 33 | Stati Uniti (bandiera) | A     | Nick Markanich     |
| 35 | Stati Uniti (bandiera) | C     | Harrison Robledo   |
| 36 | Stati Uniti (bandiera) | P     | Evan Louro         |
| 37 | Stati Uniti (bandiera) | C     | Stiven Jimenez     |
| 93 | Venezuela (bandiera)   | C     | Júnior Moreno      |

### Rosa 2021
Aggiornata al 19 settembre 2021.
| N. |                        | Ruolo | Calciatore         |
| -- | ---------------------- | ----- | ------------------ |
| 3  | Inghilterra (bandiera) | D     | Tyler Blackett     |
| 5  | Ecuador (bandiera)     | D     | Gustavo Vallecilla |
| 6  | Venezuela (bandiera)   | C     | Júnior Moreno      |
| 7  | Giappone (bandiera)    | A     | Yūya Kubo          |
| 8  | Costa Rica (bandiera)  | C     | Allan Cruz         |
| 9  | Brasile (bandiera)     | A     | Brenner            |
| 11 | Argentina (bandiera)   | C     | Luciano Acosta     |
| 12 | Stati Uniti (bandiera) | C     | Geoff Cameron      |
| 14 | Stati Uniti (bandiera) | D     | Nick Hagglund      |
| 16 | Filippine (bandiera)   | D     | Zico Bailey        |
| 18 | Costa Rica (bandiera)  | D     | Rónald Matarrita   |

| N. |                        | Ruolo | Calciatore         |
| -- | ---------------------- | ----- | ------------------ |
| 19 | Stati Uniti (bandiera) | A     | Brandon Vázquez    |
| 23 | Ghana (bandiera)       | A     | Isaac Atanga       |
| 25 | Paesi Bassi (bandiera) | P     | Kenneth Vermeer    |
| 27 | Stati Uniti (bandiera) | D     | Avionne Flanagan   |
| 29 | Stati Uniti (bandiera) | A     | Arquímides Ordóñez |
| 30 | Stati Uniti (bandiera) | P     | Beckham Sunderland |
| 31 | Argentina (bandiera)   | A     | Álvaro Barreal     |
| 39 | Germania (bandiera)    | P     | Ben Lundt          |
|    | Nigeria (bandiera)     | C     | Obinna Nwobodo     |
|    | Stati Uniti (bandiera) | D     | Matt Miazga        |
|    | Stati Uniti (bandiera) | C     | Kyle Scott         |